# Porphyra

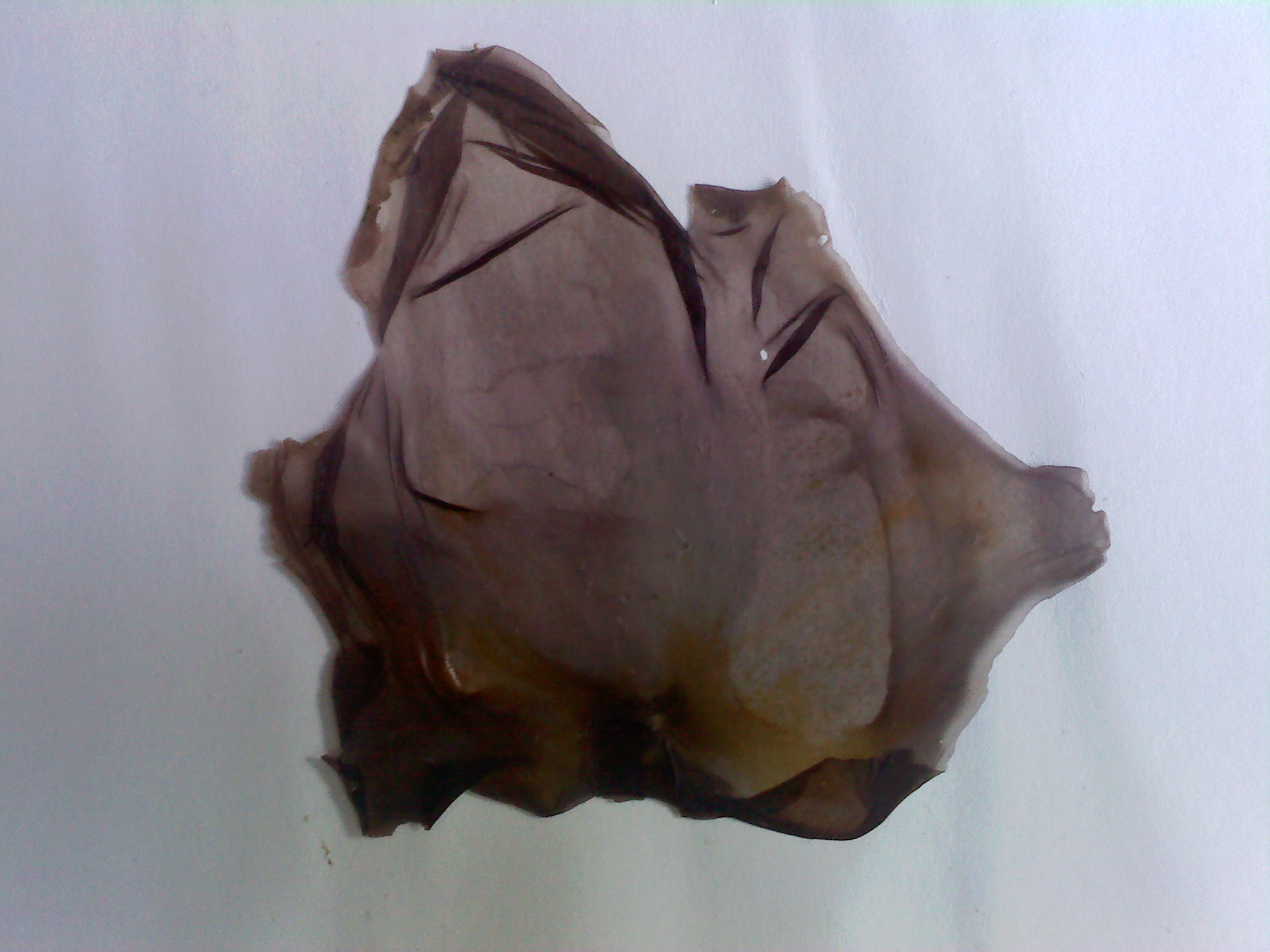
Porphyra umbilicalis

Porphyra C.A.Agardh, 1824, segundo o sistema de classificação de Hwan Su Yoon et al. (2006), é o nome botânico de um gênero de algas vermelhas multicelulares da família Bangiaceae.
É um gênero de alga vermelha foliosa composto por aproximadamente 70 espécies. Cresce na zona intertidal, normalmente na área entre o intertidal superior e a zona de rebentação. No Extremo Oriente é utilizada na confecção de produtos culinários como o nori (no Japão) e o gim (na Coreia).

## Ciclo de vida
A Porphyra apresenta no seu ciclo de vida uma alternância de gerações heteromórfica (a fase haplóide é morfologicamente diferente da fase diplóide). O talo (forma mais visível da alga) corresponde à geração haplóide, que pode se reproduzir assexuadamente através da formação de esporos que crescem de forma a replicar o talo original. Reproduz-se também de forma sexuada (regra geral na altura da Primavera), através da formação de gametas masculinos e femininos em cada talo (cada talo produz apenas um tipo de gameta). Os gametas femininos são fertilizados ainda no talo pelos gametas masculinos libertados (que não possuem modos de locomoção próprios). A estrutura formada após a fertilização, agora diplóide, é denominada de carpogônio, que após mitoses sucessivas dá origem aos carpósporos. Estes carpósporos em forma de concha assentam em substratos, germinam e dão origem a uma estrutura filamentosa (geração diplóide), morfologicamente diferente da estrutura talosa que caracteriza a fase haplóide. Esta estrutura, com o fim do Verão, começa a formar o conchosporângio, onde, através de meioses se formam os conchósporos que dão origem à fase talosa das espécies deste gênero, recomeçando assim o ciclo. As diferenças são tão grandes entre estas duas fases que pensou-se originalmente que esta fase filamentosa correspondia a uma espécie totalmente diferente de alga, cujo nome científico era Conchocelis rosea. Atualmente, é reconhecida como a fase diplóide da Porphyra.

## Alimentação
A maioria das culturas humanas com acesso à Porphyra usam-na de alguma forma na sua dieta, tornando-a, provavelmente, na alga marinha mais "domesticada", também conhecida como nori, alga comestível, zakai, gim ou kim, karengo, sloke ou slukos. As espécies de Porphyra utilizadas na produção de nori (no Japão) e gim (na Coreia), têm sido extensamente cultivadas em vários países asiáticos, utilizando-se depois para enrolar o arroz e o peixe que compõem o sushi japonês e o gimbap coreano. Só no Japão, estima-se que o valor de produção de algas deste gênero ascenda aos 100 mil milhões de ienes anuais (cerca de 600 milhões de euros, 1.450 milhões de reais, 900 milhões de dólares).

## Espécies
Entre outras:
- Porphyra leucosticta Thuret, 1863
- Porphyra linearis Greville, 1830
- Porphyra miniata (C. Agardh) C. Agardh, 1824
- Porphyra purpurea (Roth) C. Agardh. 1824
- Porphyra umbilicalis (Linnaeus) J. Agardh, 1883[6]
- Porphyra yezoensis Ueda, 1932

## Sinonímia
- Diploderma Kjellman, 1883
- Phyllona J. Hill, 1773
- Wildemania De Toni, 1890